# Őszi forradalmak
Az őszi forradalmak kifejezés a Kelet-Közép-Európában 1989 és 1991 között lezajlott, békés forradalmi változások sorozatára utal, amelyek a kommunista rendszerek megdöntéséhez és a demokratikus kormányzatok kialakulásához vezettek. Ez az időszak a hidegháború végét és a Szovjetunió befolyásának drasztikus csökkenését jelentette. A változások közös jellemzője a békés átmenet, amelyet társadalmi mozgalmak, politikai tárgyalások és nemzetközi nyomás egyaránt elősegítettek.
Az 1989-es őszi forradalmak világtörténelmi jelentőségű események voltak, amelyek gyökeresen átalakították Kelet-Közép-Európát és a világpolitikát. Az emlékezetük vegyes: egyesek számára a szabadság és a remény időszakát jelentik, míg mások kiábrándultsággal tekintenek az azóta eltelt évtizedekre. Az örökség máig él, és folyamatosan alakítja a politikai, társadalmi és kulturális diskurzusokat.

## Történelmi előzmények

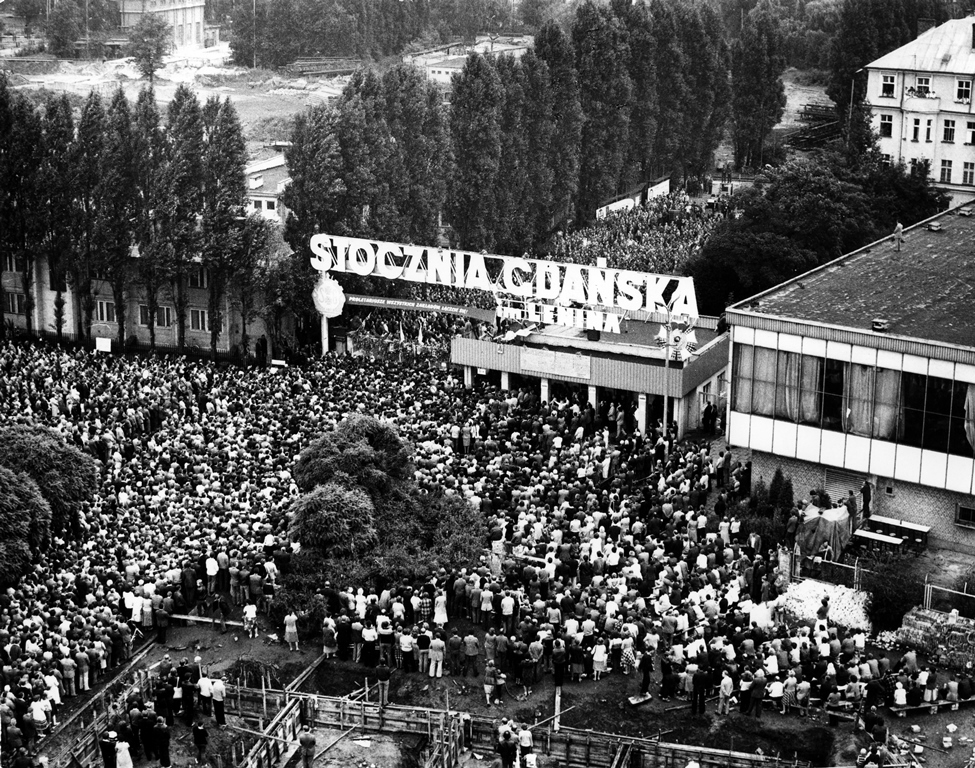
A gdański hajógyár volt a lengyel szolidaritás mozgalom szülőhelye

Az 1989-es őszirózsás forradalmak (vagy kelet-közép-európai rendszerváltások) történelmi háttere igen összetett, és több politikai, gazdasági, társadalmi és nemzetközi tényező játszott közre. Az 1970-es és 1980-as évek során növekvő tiltakozások fokozták a társadalmi elégedetlenséget a kommunista rendszerek ellen (pl. a lengyel Szolidaritás mozgalom). Az 1980-as évek végére a Szovjetunió gazdasági és politikai problémái súlyosbodtak. A központilag irányított gazdaságok nem tudtak lépést tartani a nyugati országok piacgazdasági modelljeivel. Az alacsony hatékonyság, a technológiai lemaradás és az életszínvonal stagnálása elégedetlenséget szült. Az emberek belefáradtak az évtizedeken át tartó elnyomásba, cenzúrába és szabadságjogaik hiányába. A keleti blokk országai súlyos adósságválságba kerültek a nyugati hitelek felhalmozása miatt. Az életszínvonal csökkenése és az infláció társadalmi feszültségeket generált. A szovjet modell merev struktúrái ellenálltak a változásoknak, míg a nyugati világ gyors fejlődést mutatott. Mihail Gorbacsov reformjai (glasznoszty és peresztrojka) ösztönözték a változást, de egyben a szovjet blokk bomlásához is hozzájárultak. A gazdasági és politikai reformok célja a Szovjetunió modernizálása volt, de a kísérletek instabilitást eredményeztek. Az információhoz való hozzáférés és a cenzúra enyhítése ösztönözte az embereket a szabad véleménynyilvánításra. Gorbacsov kijelentette, hogy a Szovjetunió nem fog katonailag beavatkozni a kelet-európai országok belügyeibe, ezzel bátorítva a függetlenedési törekvéseket. Lengyelországban az 1980-as évek elején a Lech Wałęsa által vezetett Szolidaritás szakszervezet nagy népszerűségre tett szert. A munkások, értelmiségiek és katolikus egyház összefogása inspirálta a régió más országait is. Az 1989-es kerekasztal-tárgyalások a lengyel kommunista párt és az ellenzék között megnyitották az utat a demokratikus választások felé. 

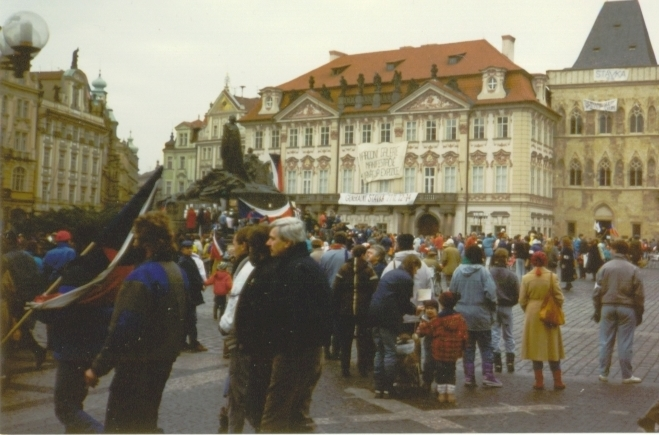
A bársonyos forradalom résztvevői a prágai Óváros terén 1989 novemberében

 Csehszlovákiában a Charta ’77 mozgalom és Václav Havel tevékenysége a demokratikus ellenzéket erősítette. Magyarországon a reformkommunisták (pl. Pozsgay Imre) és ellenzéki csoportok (pl. Szabad Demokraták Szövetsége) tárgyalásokkal készítették elő a rendszerváltást. Az NDK-ban a Lipcsei hétfői tüntetések és a menekültek Ausztria és Magyarország felé való szökése súlyos belpolitikai válságot okozott. Az Egyesült Államok és a Szovjetunió közötti feszültség enyhülése lehetővé tette a kelet-közép-európai változásokat. A nyugat-európai jóléti modellek és a szabadságjogok iránti vágy egyre erősebben hatottak a keleti blokk társadalmaira. A német újraegyesítési törekvések szintén motiváló tényezők voltak. A nyugati rádióadások (pl. Szabad Európa Rádió) és a fokozódó technológiai fejlődés révén az emberek több információhoz jutottak a világ helyzetéről. II. János Pál pápa, aki lengyel származású volt, erkölcsi és spirituális támogatást nyújtott a kommunizmus elleni mozgalmaknak.
Ezek az összefonódó tényezők együttesen hozták létre azokat a feltételeket, amelyek 1989-ben a kommunista rendszerek összeomlásához és a demokrácia térnyeréséhez vezettek Kelet-Közép-Európában.

### A rendszerváltások kezdete

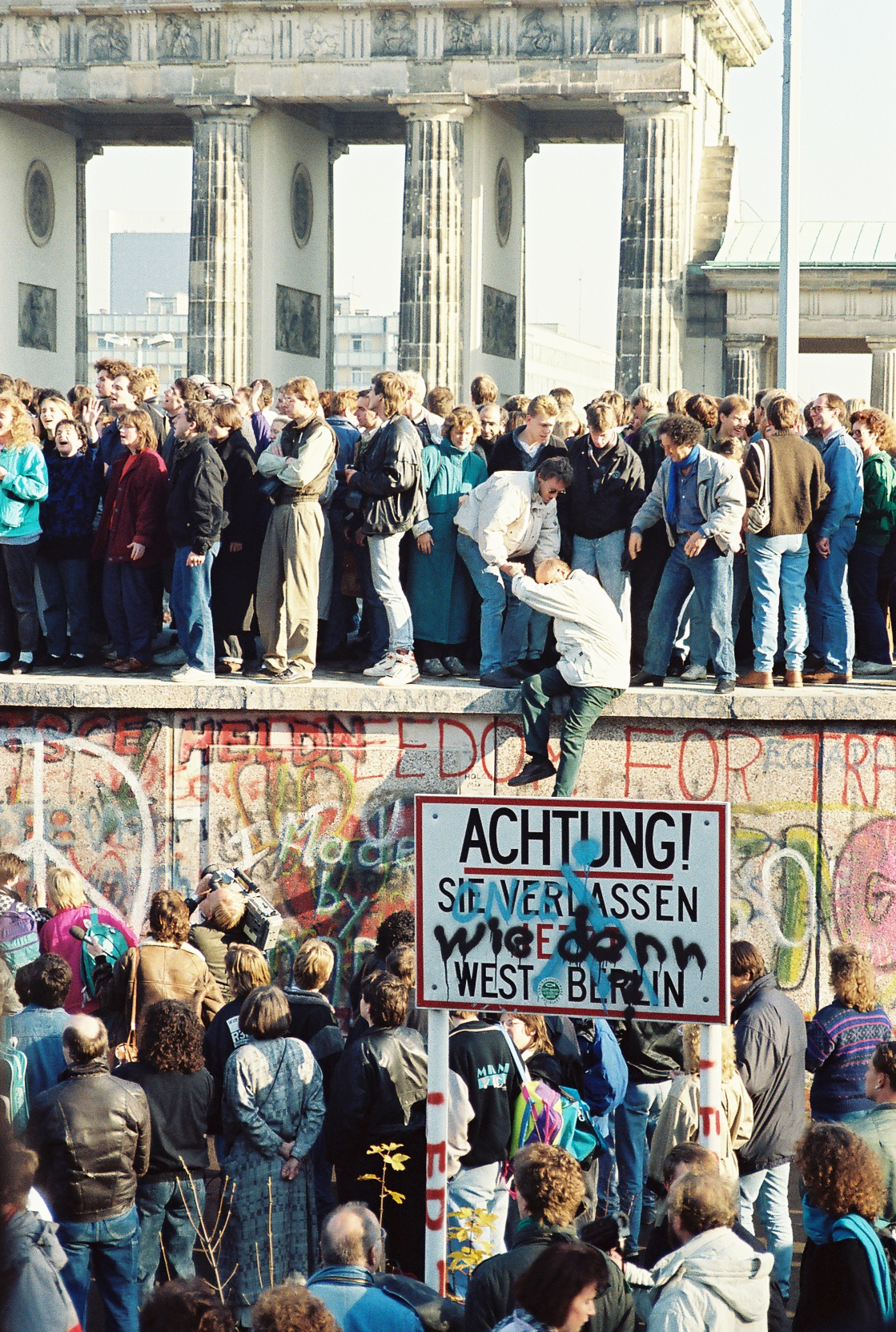
Nyugat és kelet-németek a berlini falon a Brandenburgi kapu közelében 1989. november 10-én

- Lengyelország: 1989-ben a Szolidaritás kiharcolta az első szabad választásokat.
- Magyarország: A kommunista párt 1989-ben hozzájárult a demokratikus átalakuláshoz, az Ellenzéki Kerekasztal-tárgyalások révén.[8]
- Csehszlovákia: Az 1989-es bársonyos forradalom során békésen döntötték meg a kommunista rendszert.[9]
- NDK: A berlini fal leomlása 1989. november 9-én a német újraegyesítés előszobája lett.[10]
- Románia: Nicolae Ceaușescu rezsimje az egyetlen volt, amelyet erőszakos forradalom döntött meg 1989 decemberében.[11]

1990–1991: A Szovjetunió széthullása és a demokráciák konszolidációja
Függetlenségi mozgalmak erősödtek a balti államokban és más szovjet tagköztársaságokban.
1991-ben a Szovjetunió hivatalosan is felbomlott.
Közös vonás volt a békés forradalom hangsúlya (kivéve Románia), a polgári ellenállás és a reformok iránti igény és a nemzetközi támogatás, például az Egyesült Államok és Nyugat-Európa részéről. Ugyanakkor az egyes országok eltérő történelmi és társadalmi kontextusa befolyásolta a rendszerváltás dinamikáját.

### Nemzetközi hatások
Az 1989-es őszi forradalmaknak jelentős nemzetközi hatásai voltak, amelyek a globális politikai és gazdasági rendszer átrendeződéséhez vezettek. Az események emlékezete és öröksége máig meghatározó a kelet-közép-európai országokban és a nemzetközi politikában.
A hidegháború vége és az USA globális dominanciájának megszilárdulása. A kelet-európai rendszerváltások a Szovjetunió pozícióját is megingatták, amely 1991-ben végül szétesett. Az NDK összeomlása és a berlini fal lebontása (1989. november 9.) lehetővé tette Németország újraegyesítését (1990. október 3.), amely a második világháború utáni európai politikai rend egyik legnagyobb változását jelentette.
Az Európai Unió és a NATO keleti bővítésének kezdete. Az 1989-es forradalmak elindították Kelet-Közép-Európa euroatlanti integrációját. Az érintett országok az 1990-es és 2000-es években csatlakoztak az Európai Unióhoz (2004, 2007) és a NATO-hoz (1999, 2004).
A régió országai új szövetségi rendszerekhez kapcsolódtak, amelyek megerősítették politikai és gazdasági függetlenségüket. A rendszerváltások lehetővé tették a kelet-európai országok integrálódását a globális piacgazdaságba. Az új piacok megnyílása gazdasági növekedést eredményezett, de egyúttal társadalmi egyenlőtlenségeket és válságokat is előidézett.
A szovjet blokk országaiban új demokratikus rendszerek létrejötte. Az események világszerte ösztönözték a demokrácia és a szabadságjogok iránti törekvéseket. Például hatással voltak az 1990-es évek demokratikus átalakulásaira Afrikában, Latin-Amerikában és Ázsiában. A kelet-európai országok NATO-hoz és EU-hoz való csatlakozása konfliktust idézett elő Oroszországgal, amely a 21. században egyre konfrontatívabb külpolitikát folytatott.

### Emlékezés és örökség
Az egyes országok eltérően emlékeznek az 1989-es eseményekre. Például Magyarországon a rendszerváltást sokan a demokratikus kibontakozás kezdeteként, mások viszont a gazdasági nehézségek forrásaként látják.  Az események sok helyen a békés ellenállás és a társadalmi részvétel példái lettek, például a csehszlovák „bársonyos forradalom” esetében. Egyes országokban ünneplés övezi az évfordulókat, míg máshol a csalódottság és nosztalgia (pl. a "létezett szocializmus" iránt) dominál. A gazdasági átalakulás következtében új társadalmi kihívásokkal kellett szembenézni, mint pl a korrupció, munkanélküliség, szociális bizonytalanság, jövedelmi egyenlőtlenségek, elszegényedés, demográfiai problémák, kivándorlás. Az 1989-es események alapvetően demokratikus politikai berendezkedésekhez vezettek, bár ezek minősége és stabilitása országonként különbözik. Az utóbbi években több kelet-európai országban megjelentek az autoriter tendenciák, amelyek megkérdőjelezik a demokratikus átmenet sikerét.
Az 1989-es forradalmak inspirálták a művészeteket, irodalmat és filmeket, amelyek feldolgozták az események drámaiságát és emberi történeteit. A szabadság és ellenállás szimbólumai, például a berlini fal lebontása, máig erős jelentéssel bírnak. Azok, akik az 1989 előtti rendszert megélték, másként emlékeznek az eseményekre, mint a rendszerváltás után születettek, akik csak a demokrácia keretein belül nőttek fel. Egyesek a szocialista rendszer stabilitását és biztonságát nosztalgiával idézik, különösen a gazdasági nehézségek idején. Az 1989-es eseményeket ma már az iskolai tananyag részeként oktatják, de az interpretációk jelentősen eltérhetnek országonként. A fiatalabb generációk számára a forradalmak jelentősége sokszor távolinak tűnik, különösen a globalizáció és a technológiai változások korában.